# Phyllitis cardiophylla
Phyllitis cardiophylla là một loài thực vật có mạch trong họ Aspleniaceae. Loài này được (Hance) Ching miêu tả khoa học đầu tiên năm 1950.